# Східна Ся
Східна Ся (спрощ.: 东夏; кит. трад.: 東夏; піньїнь: Dōng Xià) — чжурчженська держава, що виникла на території сучасних північно-східного Китаю, КНДР і півдня Приморського краю під час монгольського вторгнення й падіння династії Цзінь.

## Історія
1210 року Чингісхан здійснив напад на імперію Цзінь. 1213 року він захопив тамтешню столицю. Однак син імператора Ваньянь Юнцзи завчасно був відправлений до резервної столиці (в сучасному Приморському краї Росії). Того ж року там було утворено нову державу, що отримала назву Східної Ся. Правителем нової держави став Пусянь Ваньну.
Східна Ся мала дипломатичні відносини з Корьо. 1219 року було укладено оборонний союз проти монголів з останнім правителем Корьо Коджоном, що дозволило останньому успішно відбити два монгольських вторгнення й мінімізувати наслідки третього.
Впродовж певного часу Східна Ся зберігала свою самостійність — до самого Четвертого вторгнення монголів до Кореї 1246 року.